# Charles Brunin
Pour les articles homonymes, voir Brunin.

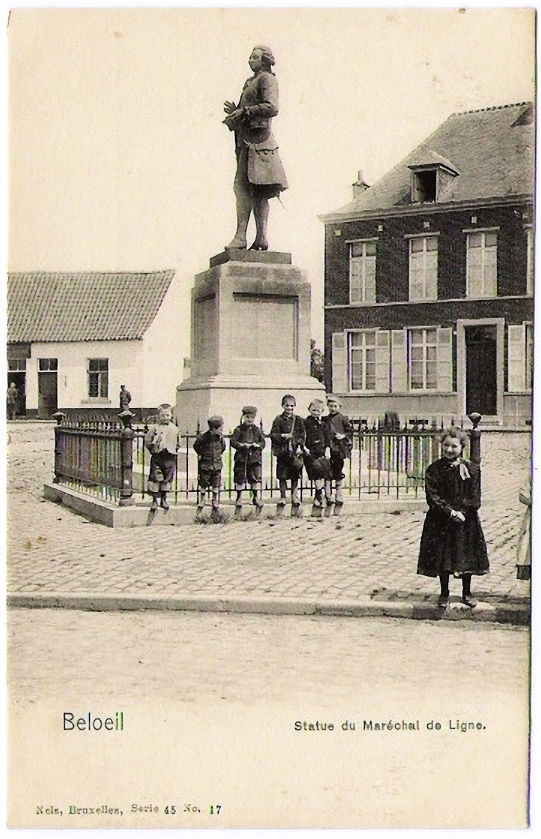
Statue du Prince de Ligne (1882-1883), à Belœil

Charles Eugène Brunin, né à Mons le 10 mai 1841 et mort à  Schaerbeek le 2 juin 1887, est un sculpteur belge.

## Biographie
Charles Brunin est le fils du marchand Eugène Victor Joseph Brunin et de Caroline Claire Dandoy. Il étudie à l'Académie de Mons avec Étienne Wauquière, à l'Académie royale des beaux-arts d'Anvers avec Joseph Geefs (1865-1869) et à l'Académie royale des beaux-arts de Bruxelles (1869-1870, 1872-1873) avec Eugène Simonis. En 1869, il concourt pour le Prix de Rome, qu'il ne remporte pas. Il peut cependant se rendre à Rome grâce aux subventions de la ville de Mons. Son séjour en Italie lui inspire la création de plusieurs types folkloriques italiens.
Brunin a sculpté des bustes, des figures, des monuments aux morts et des portraits. Il fait ses débuts comme exposant en septembre 1871, à l'exposition des maîtres vivants d'Amsterdam et une semaine plus tard au Salon de Gand. Il participe également aux Salons de Bruxelles, aux expositions universelles de 1878 à Paris et de 1880 à Bruxelles, et à l'Exposition Universelle Coloniale et d'Exportation Générale (nl) (1883) à Amsterdam. En 1872, il expose le buste en marbre d'une Milanaise au Salon de Bruxelles. Un scandale éclate lorsque l'œuvre est achetée par un membre du jury au lieu de l'État. Son œuvre en marbre Les pigeons de Saint-Marc est achetée par le roi au Salon de Bruxelles de 1875, et un exemplaire en bronze entre dans la collection des Musées royaux des Beaux-Arts de Belgique en 1893. En 1879, il remporte une commande pour un vase monumental derrière le bâtiment du parlement à Bruxelles. Le travail de Brunin a été distingué à l'Exposition universelle de 1879 à Sydney et à l'Adelaide Jubilee International Exhibition (en) à Adélaïde (1887).
De 1873 à 1882, Brunin est professeur à l'Académie de Mons. En 1879, il épouse Marie Pauline Ernestine Clays (1855), fille du peintre de marine Paul-Jean Clays. En 1882, le couple s'installe à nouveau à Bruxelles. Brunin meurt quelques années plus tard, à l'âge de 46 ans. Il n'a pu mener à bien plusieurs commandes, dont trois sculptures pour l'hôtel de ville de Bruxelles et un monument au bourgmestre François Dolez.
À la suite de son décès le 2 juin 1887, il est inhumé au cimetière de Mons.

## Sélection d'œuvres
- 1865 : Jeune femme en prière, monument funéraire de Béatrix Boulengé de la Hainière au cimetière de Mons.
- 1874 : Milanaise, buste en marbre.
- 1875 : Les pigeons de Saint-Marc, dans une collection privée (marbre) et dans la collection des Musées royaux des Beaux-Arts de Belgique (bronze).
- 1878-1879 : Les arts et métiers, bas-relief sur la façade du Palais des Beaux-Arts de Bruxelles.
- 1879-1881 : représentation allégorique de la province de Hainaut pour le Monument à la Dynastie dans le parc de Laeken.
- 1879-1881 : vase monumental, avec une allégorie de la constitution en haut-relief, derrière le Palais de la Nation à Bruxelles.
- 1881 : buste du peintre Euphrosine Beernaert, dont une version en marbre est dans la collection du musée royal des Beaux-Arts d' Anvers.
- 1882-1883 : statue de Charles-Joseph de Ligne, à Belœil[9].
- 1887 : buste du physicien et chimiste Louis Melsens, collection de l'Académie royale de Belgique.

## Distinction
- Chevalier de l'ordre de Léopold (22 novembre 1884)[10].

## Galerie

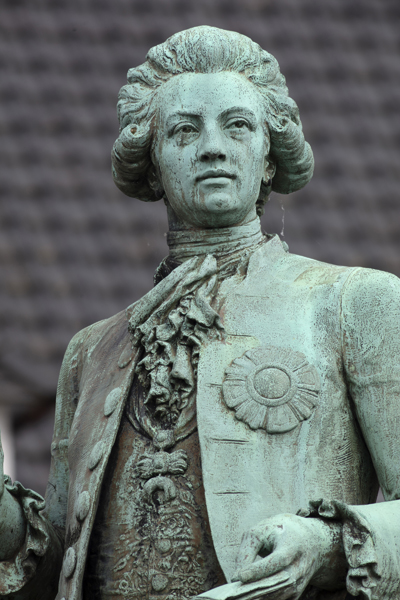
Statue de Charles-Joseph de Ligne (Belœil)
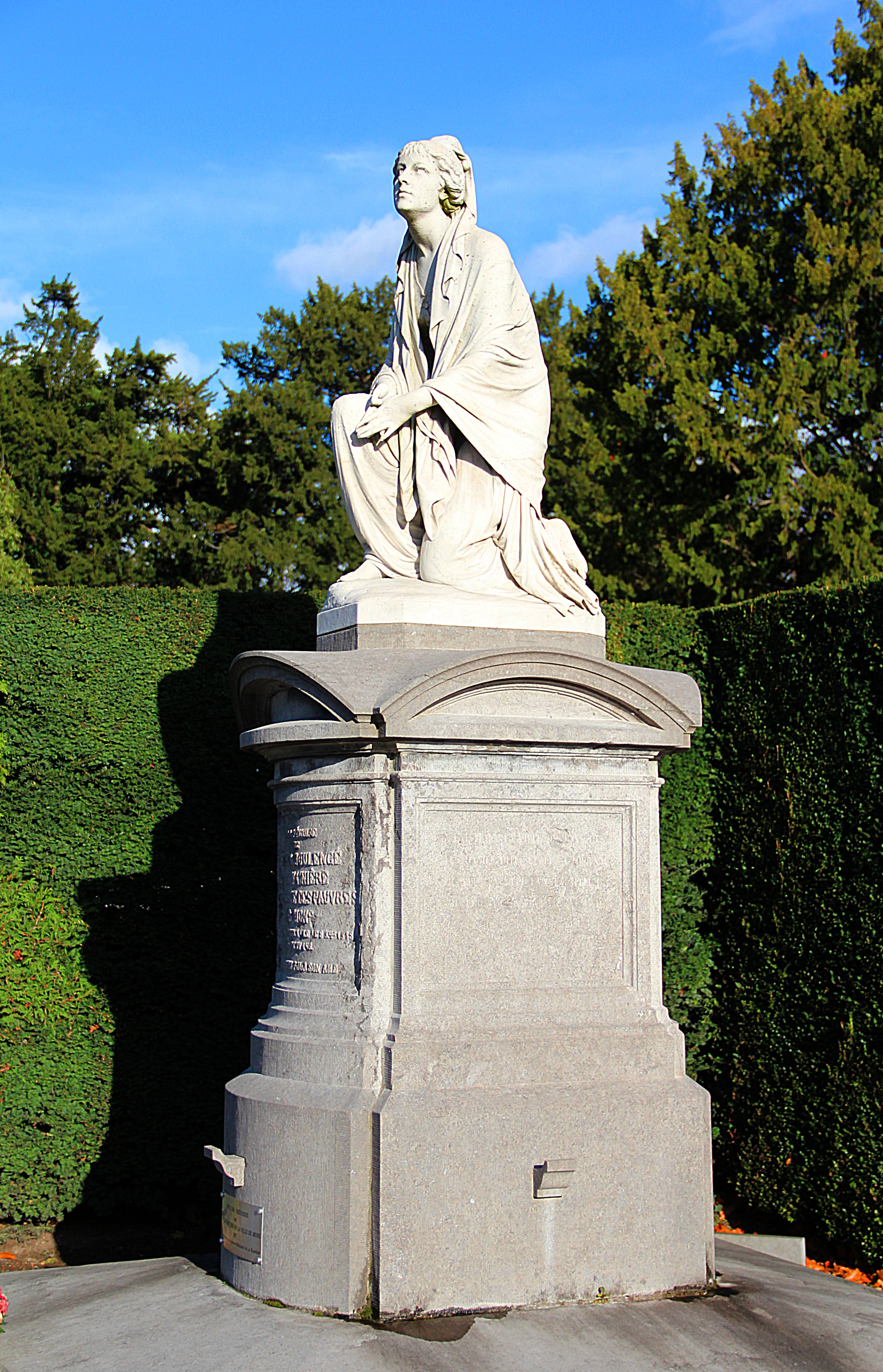
Monument funéraire à Boulangé de la Hainière (1865), Mons
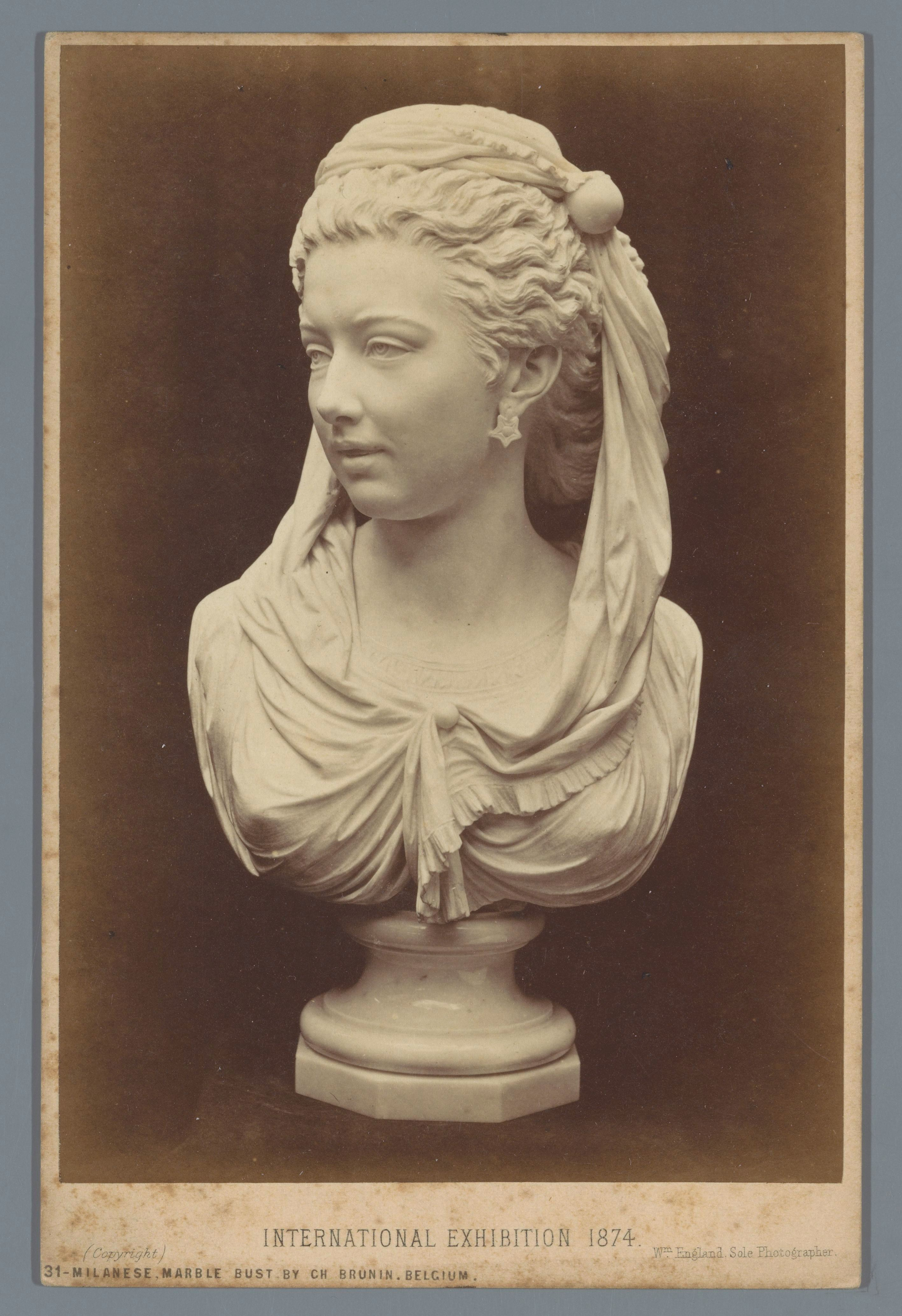
Milanaise (1874)